# Liwā' Qaşabat Irbid
Liwā' Qaşabat Irbid (arabiska: لواء قصبة إربد) är ett departement i Jordanien.   Det ligger i guvernementet Irbid, i den norra delen av landet, 70 km norr om huvudstaden Amman.